# Archelaos (Ägypten)
Archelaos (altgriechisch Ἀρχέλαος Archélaos; † Jänner/Februar 55 v. Chr.) war der Sohn des gleichnamigen Feldherrn des Königs Mithridates VI. von Pontos. Seine Mutter ist unbekannt; vielleicht war sie eine der Töchter Mithridates’ VI. Als Gemahl der Ptolemäerin Berenike IV. übte Archelaos von 56 bis 55 v. Chr. die Herrschaft über Ägypten aus. Er fiel im Kampf gegen den römischen Feldherrn Aulus Gabinius, als dieser Berenikes Vater Ptolemaios XII. gewaltsam die Herrschaft in Ägypten wiederverschaffte.

## König von Ägypten
63 v. Chr. wurde Archelaos vom römischen Feldherrn Gnaeus Pompeius Magnus als Fürst und Hohepriester der Kriegsgöttin Bellona in der im Pontos gelegenen Stadt Komana Pontika eingesetzt. Aulus Gabinius, der Prokonsul von Syrien, bereitete 56 v. Chr. einen Feldzug gegen die Parther vor, an dem sich auch Archelaos beteiligen wollte. Allerdings zog der Priesterfürst dann die sich damals bietende Möglichkeit vor, sich in zweiter Ehe mit Berenike IV., der Tochter Ptolemaios’ XII., zu vermählen. Berenike IV. führte nach der Vertreibung ihres Vaters (Sommer 58 v. Chr.) die Regierung in Ägypten, hatte aber bei der Suche nach einem Gemahl königlichen Geblüts mehrmals Pech gehabt. Ein männlicher Mitregent schien aber nötig zu sein, weil eine alleinige Frauenherrschaft der ägyptischen Tradition widersprach und Ptolemaios XII. in Rom für seine militärische Wiedereinsetzung auf den Pharaonenstuhl warb.
Archelaos gab sich als Sohn des Königs Mithridates VI. aus. Es ist möglich, dass diese Behauptung seiner Abstammung mit dem Umstand zusammenhängt, dass er als Priesterfürst von Komana nach dem König von Pontos der zweithöchste Mann im Staat war. Jedenfalls nahm Berenike IV. ihn zum Gatten. Damit bestieg der Priesterfürst im März oder April 56 v. Chr. den ägyptischen Thron. Laut dem antiken Geographen Strabon war Gabinius bei diesem Heiratsprojekt umgangen worden. In Papyrusurkunden wurde nach Archelaos’ Vermählung mit der Ptolemäerin eine Doppelzählung der Regierungsjahre des Herrscherpaares begonnen, wobei Berenikes zweites Jahr mit dem ersten ihres Gatten gleichgesetzt wurde. Archelaos sollte jedoch nur ein knappes Jahr als ägyptischer Monarch beschieden sein.

## Tod im Kampf gegen Gabinius
Ptolemaios XII. fand sich Anfang 55 v. Chr. bei Gabinius ein und überzeugte diesen durch einen entsprechenden Brief des Pompeius sowie durch Bestechungsgelder, ihn wieder gewaltsam auf den Thron Ägyptens zu setzen.
Als erfahrener Feldherr hatte Archelaos die Verteidigung Ägyptens gegen den drohenden römischen Einmarsch organisiert, dabei die ägyptischen Truppen wohl durch jüdische Söldner ergänzt und einige Abwehrstellungen östlich des Nil-Deltas aufgebaut. Außerdem konnten die innerjüdischen Spannungen für das militärische Unternehmen des Gabinius durchaus riskant sein. Doch der jüdische Hohepriester Johannes Hyrkanos II. und der Idumäer Antipatros, der Vater Herodes’ des Großen, standen auf der Seite des römischen Feldherrn und leisteten ihm militärische und finanzielle Hilfe. Antipatros veranlasste offenbar jene jüdischen Söldner zum Seitenwechsel, die im Auftrag der ptolemäischen Regierungsspitze Schlüsselpositionen im Vorfeld des ägyptischen Grenzpostens Pelusium hätten verteidigen sollen. Daher konnte der die Vorhut kommandierende Marcus Antonius, der damals als Reiterführer des Gabinius fungierte, relativ problemlos bis Pelusium vordringen und auch diesen Grenzort rasch erobern.
Nun kam es unweit von Pelusium zu einer Schlacht zwischen der Armee des Archelaos und den Truppen des Gabinius. Der römische Feldherr führte dabei offenbar im Zusammenwirken mit seinem Reiterführer einen Zangenangriff gegen Archelaos durch, der unterlag. Danach ereignete sich ein zweites – möglicherweise beim Tanitischen Nilarm ausgetragenes – militärisches Zusammentreffen zwischen römischen und ägyptischen Truppen, wobei Gabinius wiederum gewann. Nun war der Widerstand der Ägypter gebrochen; hatte doch auch Archelaos im Kampf, wohl bei der zweiten Niederlage gegen die Römer, den Tod gefunden. Antonius sorgte immerhin für ein ehrenvolles Begräbnis des Gefallenen. Ptolemaios XII. konnte etwa im März oder April 55 v. Chr. wieder seinen Thron besteigen und ließ seine älteste Tochter Berenike IV. sofort hinrichten.
Archelaos hatte aus seiner ersten Ehe einen gleichnamigen Sohn, der ihm als Priesterfürst von Komana nachfolgte und 47 v. Chr. von Gaius Iulius Caesar abgesetzt wurde.